# تینگ شان-هسی
تینگ شان-هسی (انگلیسی: Ting Shan-hsi؛ ۲۹ مهٔ ۱۹۳۵ – ۲۲ نوامبر ۲۰۰۹) کارگردان فیلم، تهیه‌کننده و فیلم‌نامه‌نویس اهل تایوان بود.
از فیلم‌ها یا مجموعه‌های تلویزیونی که وی در آن‌ها نقش داشته‌است، می‌توان به بیا و با من پیکی بزن اشاره نمود.